# Pornografía para mujeres
La pornografía para mujeres, el porno femenino o la pornografía femenina es pornografía dirigida específicamente al mercado femenino, a menudo producida por mujeres. Rechaza la visión de que la pornografía es sólo un género y concepto en sí únicamente destinado a los hombres y busca hacer producciones que las mujeres disfruten viendo en lugar de lo que se ofrece en la pornografía dominante centrada en los hombres.

## Características
En la década de 1980, la escritora Susie Bright criticó «los tipos más suaves de “erotismo”», y en su lugar propuso que el tipo de pornografía que On Our Backs estaba produciendo debería llamarse «pornografía de mujeres», admitiendo sin embargo que esto «es una contradicción en los términos para muchas personas, tan convencidas están de que la pornografía representa el lado más oscuro y desagradable de la lujuria». En 2015, la académica y directora Ingrid Ryberg expresó que la pornografía feminista se definía «menos por el contenido o estilo específico y más por las formas en que se basa en una crítica política y un desafío a las nociones dominantes de género y sexualidad y tiene como objetivo empoderar sexualmente a las mujeres».
El principal objetivo de la pornografía femenina es la creación de contenido específicamente para mujeres. Como resultado, el enfoque hace hincapié en las mujeres como sujetos de placer que alcanzan orgasmos reales. El audio de la pornografía femenina hace hincapié en lo que se siente; con uso de la voz femenina para mostrar el placer se realza la representación de los orgasmos. Los planos de cámara, como los primeros planos de la cara, también enfatizan el placer y la emoción. Otros planos utilizados a veces incluyen ángulos que muestran las caras de los intérpretes masculinos, en lugar de sólo sus penes, en un intento de erotizar más el cuerpo masculino. Mostrar más del cuerpo masculino niega la cosificación del cuerpo femenino en el porno típico.
La pornografía femenina presta especial atención al cuidado de las intérpretes, garantizando su comodidad y consentimiento con su actuación y sus compañeros de actuación. La cineasta sueca Erika Lust, por ejemplo, afirma que el porno convencional es falso y «cutre», y que ella quiere mostrar «sexo real». Uno de los objetivos de la producción de pornografía para mujeres es eliminar la representación de hombres que calumnian y faltan al respeto a las mujeres durante el sexo. En su lugar, las representaciones transmiten conexiones y placer reales.

## Productoras y directoras

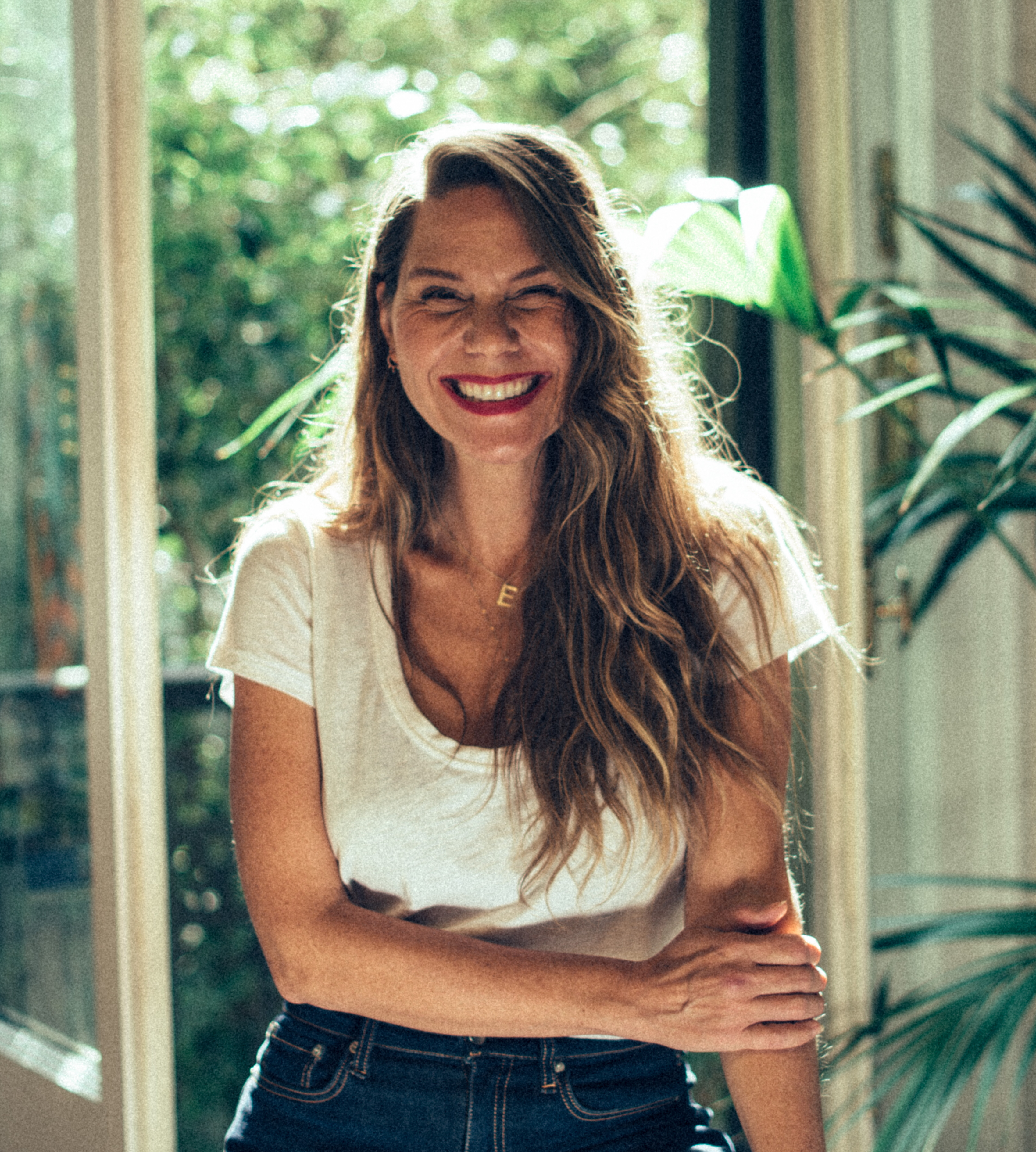
Erika Lust.

### Erika Lust
Erika Lust es una directora, productora y guionista de pornografía feminista de origen sueco, fundadora de su productora Erika Lust Films. Comenzó a dirigir y producir películas feministas para adultos porque consideraba que el porno convencional era «irrelevante, poco imaginativo y poco atractivo», por lo que quería hacer algo al respecto. En 2005 empezó a filmar su serie XConfessions. Los suscriptores de Lust Productions le enviaban sus fantasías y ella elegía dos cada mes para filmarlas en su nueva serie. El espectador es quien busca ver escenarios realistas, cotidianos, con personajes reales y con un sentimiento y placer real. Para la cineasta, un componente importante del porno feminista es el consentimiento y el respeto. Se asegura de que los actores quieran participar y de que deseen experimentar la excitación sexual. Sus películas pretenden demostrar la pasión real y la conexión entre los actores. Afirma: «Hacemos el amor, no porno. Y lo hacemos con un enfoque femenino, estético e innovador".

### Angie Rowntree
Angie Rowntree es una directora, guionista y productora de pornografía femenina que se inició en la década de 1990, lanzando su sitio insignia, Sssh.com, en 1999. De las directoras porno, Rowntree dice: «Puede que no seamos muchas, pero nos apasiona lo que hacemos y trabajamos duro cada día para ofrecer a las mujeres porno que les atraiga». Afirma que la misión de Sssh es sencilla: «Queremos crear películas que nuestros clientes quieran ver y disfruten viéndolas. La única diferencia real entre lo que yo hago y lo que hacen los productores del porno 'típico' es que yo atiendo a un público distinto, y en lugar de dar por hecho que sabemos lo que quieren ver, les preguntamos qué quieren ver".

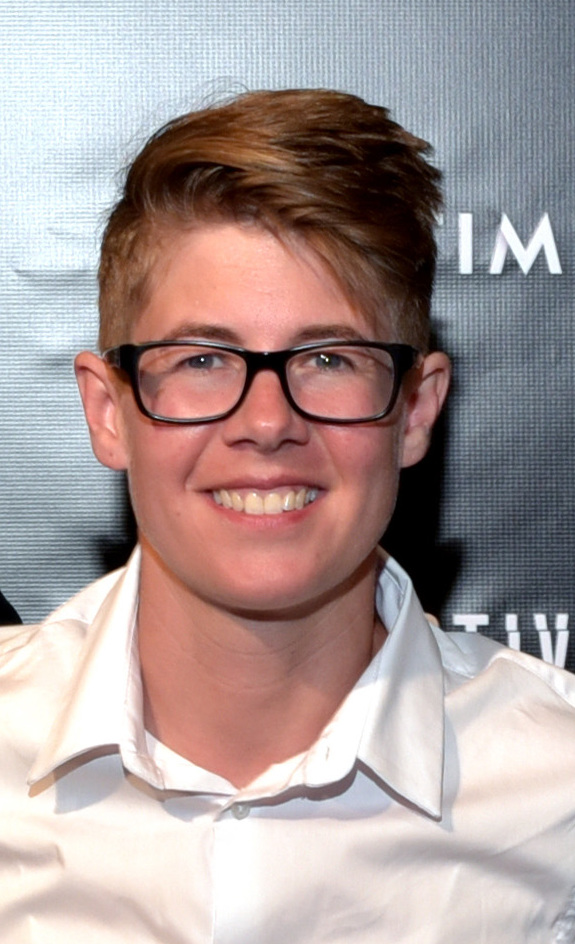
Bree Mills.

### Jacky St. James
James es una guionista, productora y directora que ha trabajado con Bellesa Films. Ha dirigido películas para Bellesa House, un sello de Bellesa Films en el que los actores pueden elegir a sus parejas y su ropa y actuar sin guion ni maquillaje. El proyecto está abierto a cualquiera que esté dispuesto a actuar, independientemente de su experiencia previa en la industria del porno, género, tipo de cuerpo, raza o edad. Las parejas reales también son bienvenidas. Bellesa House se creó con la intención de filmar sexo apasionado y desarrollar argumentos atractivos en el cine pornográfico. St. James cree que es importante que las intérpretes femeninas se sientan cómodas y se manifiesta en contra de las restricciones del porno gratuito.

### Bree Mills
La estadounidense Bree Mills comenzó su carrera en la industria del entretenimiento para adultos en 2009 como directora de marketing para Gamma Entertainment, llegando a convertirse años después en su principal directora de contenidos creativos. En ese punto, es la artífice de la creación de los sitios web y sellos Girlsway, Pure Taboo y Adult Time, y se ha centrado en llevar el entretenimiento para adultos bajo una plataforma unificada, remarcando una pornografía lésbica y feminista.

## Contraste con la pornografía convencional
La mayoría de las películas pornográficas están rodadas por hombres de forma que el público masculino al que se dirigen se vea retratado en el papel, lo que se conoce como la mirada masculina. Como resultado, las mujeres son presentadas como objetos de deseo y no como sujetos de placer.
El porno convencional no muestra preocupación por la comodidad o el respeto de la intérprete femenina. Aunque la mayoría de los espectadores de porno son hombres, cada vez hay más mujeres que manifiestan su interés y que prefieren un porno que tenga en cuenta a las espectadoras y que no sea tan crudo o duro como el de la pornografía convencional. Varias mujeres se dedican a crear esta alternativa al porno convencional. Se preocupan por hacer películas que no incluyan colegialas lujuriosas, enfermeras traviesas o relaciones de «madrastra e hija malas». También destierran los estereotipos sobre la sexualidad femenina y las expectativas en torno a la forma y el tamaño del cuerpo.
La ideología que subyace a la pornografía dominante se basa en la creencia de que la actividad sexual en una sociedad patriarcal es intrínsecamente masculina y que la sexualidad masculina es naturalmente agresiva o destructiva. Asume que las mujeres no pueden elegir ser participantes libres en una industria cuyo propósito es satisfacer la mirada masculina y contribuye a la agresión masculina. La académica y escritora feminista radical Andrea Dworkin calificó el poder masculino como la «raison d'être de la pornografía», además de afirmar que la pornografía en sí misma es un medio para expresar el poder masculino, en su libro de 1981 Pornography: Men Possessing Women.
La pornografía femenina está producida y dirigida por mujeres, y está destinada al público femenino. Uno de sus objetivos es producir algo que los clientes quieran ver y disfruten. Este tipo de pornografía es minoritario en Internet, pero las mujeres la consideran pornografía de alta calidad. Es un error común que la gente asuma que las mujeres no se excitan tan fácilmente con imágenes sexualmente explícitas como los hombres. Las mujeres que producen pornografía creen que la pornografía producida por hombres ignora la sexualidad de las mujeres y las cosifica. Las feministas antipornografía creen que la solución a esto es abolir la pornografía, pero las feministas propornografía creen que la solución es crear porno que atienda a la sexualidad de las mujeres.

## Reacciones
Las estrellas de la pornografía tienen opiniones divergentes sobre la idea de la pornografía femenina. Algunos intérpretes dicen que hay problemas en la industria. Por eso, deciden dirigir ellos mismos la pornografía. Madison Young, por ejemplo, opina que la mayoría de los vídeos de películas para adultos carecen de sustancia y envían a los espectadores señales confusas y potencialmente dañinas sobre el sexo y la imagen corporal. Incluye el consentimiento verbal, la positividad corporal y la inclusión en todos sus trabajos.
Otros artistas no ven la necesidad de un tipo específico de porno sólo para mujeres. La estrella del porno James Deen dijo: «¿Por qué hay porno explícitamente sólo para mujeres? Al decir que tiene que haber porno para mujeres, básicamente estás aislando a las mujeres como género y diciendo: 'Así es como deben pensar las mujeres. Así es como debe ser su sexualidad'». La actriz británica Samantha Bentley cree que la pornografía ya incluye la igualdad para las mujeres, afirmando que las mujeres son necesarias para la industria del porno y que están representadas y remuneradas igual o más que los hombres.
Aunque elogia sitios como Bellesa, Sssh.com y ForHerTube por presentar «contenidos para adultos que se centran en la agencia de las mujeres y las retratan como protagonistas activas y consentidoras que disfrutan de experiencias sexuales realistas», Sofia Barrett-Ibarria, de Vice, escribió que la narrativa del «porno para mujeres» hace generalizaciones perjudiciales sobre lo que disfrutan las mujeres, presenta el porno no etiquetado como tal como para consumo masculino y puede excluir la homosexualidad y lo cisgénero. Barrett-Ibarria citó a la fundadora de Sssh.com, Angie Rowntree, quien afirmó que el término «porno para mujeres» es «una enorme injusticia para la diversidad de nuestros deseos», y a Erika Lust, que prefiere «indie» a «porno para mujeres». Chauntelle Tibbals afirmó que «nada puede satisfacer las necesidades de todas las mujeres, ya que todas ellas tienen intereses muy diversos». La actriz pornográfica Courtney Trouble sugirió, en cambio, tener etiquetas para describir qué vídeos «muestran dominación masculina u otros factores que pueden resultar indeseables para un público que busca algo "centrado en lo femenino"». La pornógrafa feminista Ms. Naughty (2013) dijo que originalmente se propuso «hacer porno para mujeres» como «un acto feminista» en oposición a los aspectos problemáticos del porno dominante centrado en los hombres.
En la Red de Mujeres Eróticas (WEN, por sus siglas en inglés), ella y otras directoras «esencialmente inventábamos el concepto de porno para mujeres sobre la marcha [...] A menudo reflexionábamos sobre la cuestión de «lo que quieren las mujeres» y estábamos de acuerdo en que no había nada que todas las mujeres desearan». Finalmente llegó a la conclusión de que «el porno para mujeres es una expresión problemática porque es muy amplia e implica que hay una forma de porno que les gusta a todas las mujeres. Esto es erróneo, por supuesto. Los gustos eróticos de las mujeres son tan amplios y diversos como los de los hombres». Ella y otras mujeres aficionadas al porno se han opuesto a que «se equipare «porno para mujeres» con «porno romántico suave», y que, en la práctica, el «porno para mujeres» ha asumido normalmente que todas las «mujeres» son «heterosexuales, cisgénero, blancas y de clase media», excluyendo muchas otras perspectivas y experiencias femeninas.
Algunas mujeres afirman que «ven su consumo de pornografía tanto como una fuente de placer sexual y de afirmación de sus identidades sexuales, como un ejercicio de libertad de elección».